# Arend (Lokomotive)

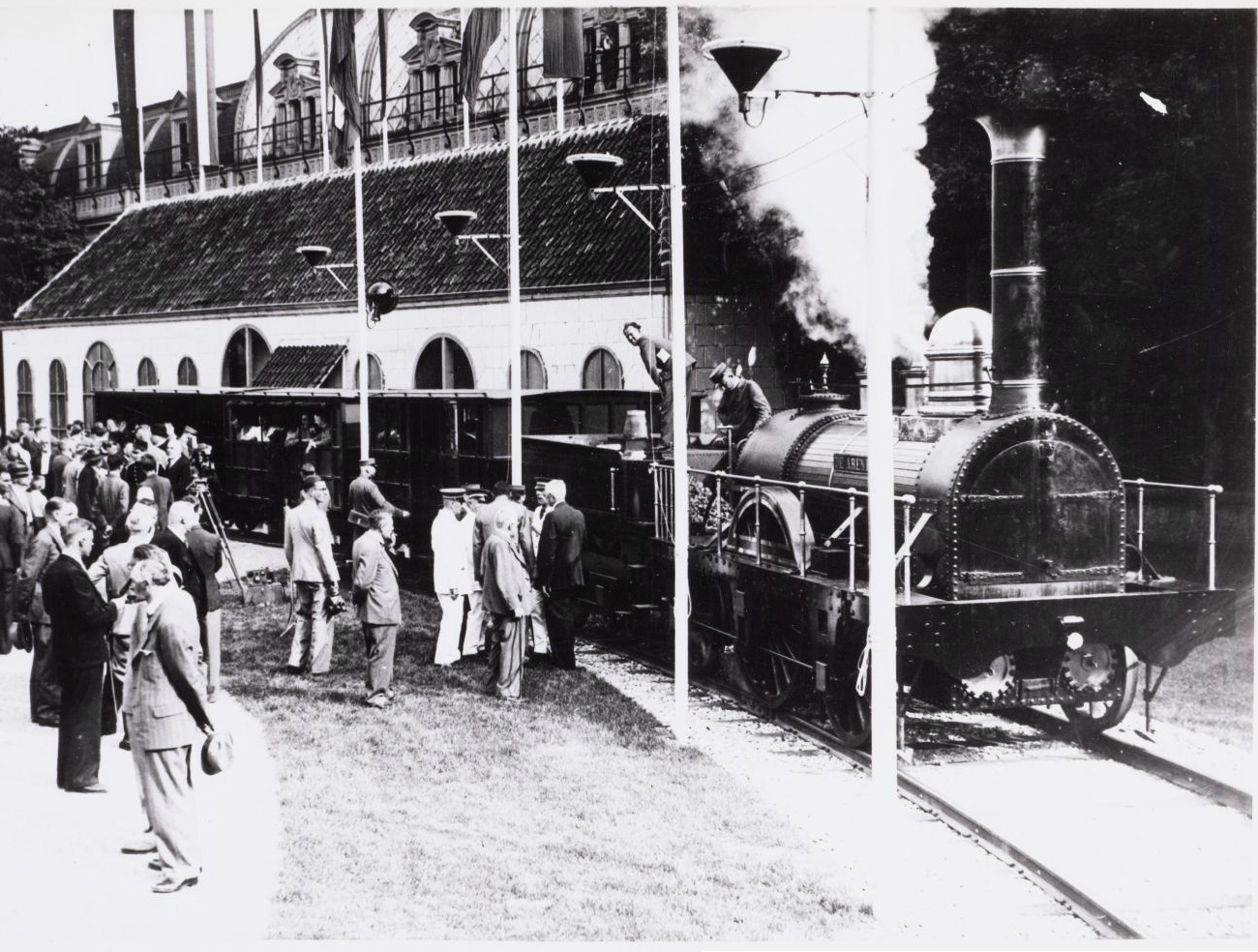
Station d'Eenhonderd Roe am Frederiksplein in Amsterdam mit dem Nachbau De Arend, 1939.

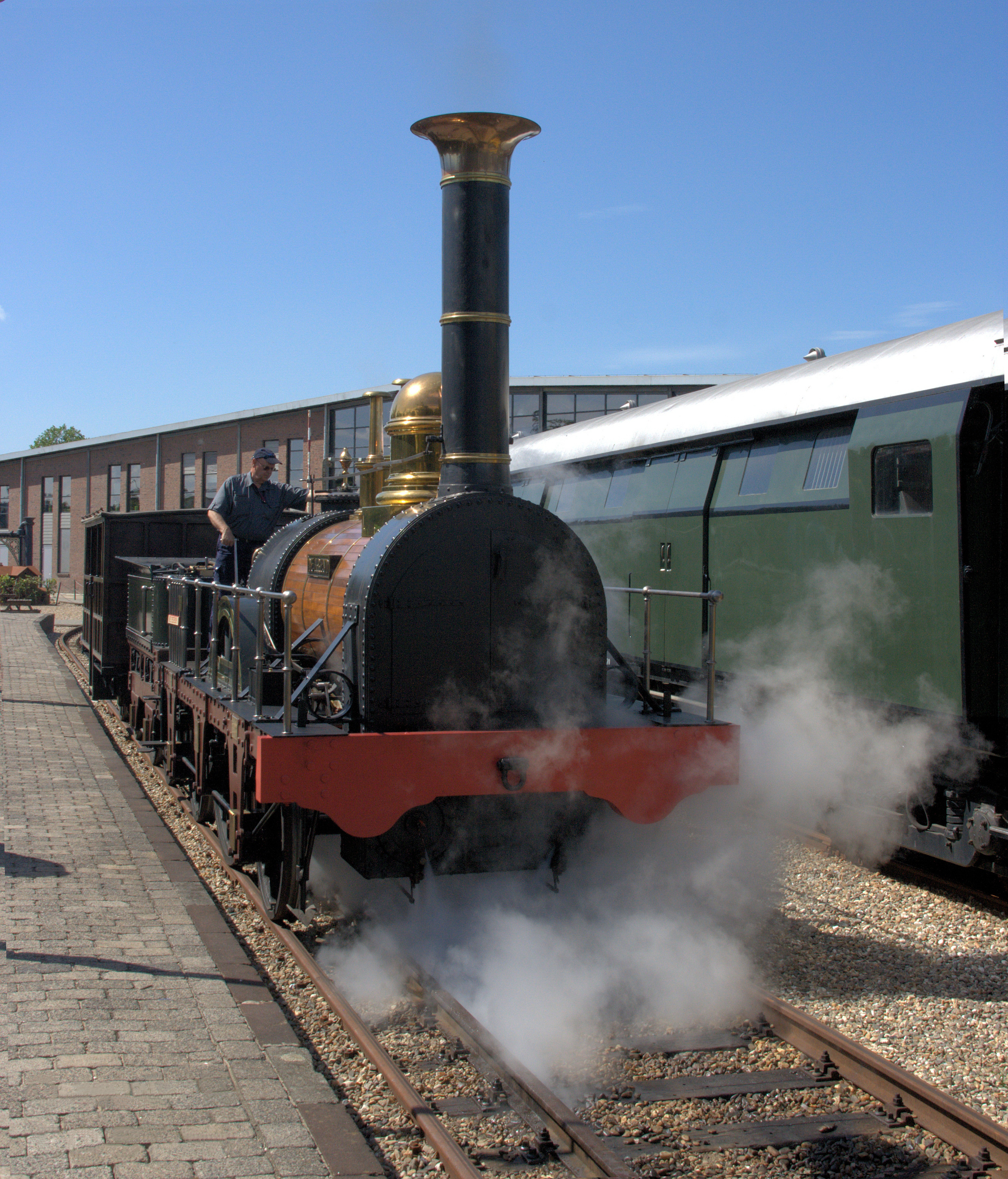
Nachbau der Lokomotive De Arend unter Dampf.

Der Arend (deutsch: Adler) war – nach der zuvor gelieferten Snelheid (deutsch: Geschwindigkeit) – die zweite Dampflokomotive in den Niederlanden. Der Arend und die Snelheid zogen am 20. September 1839 den Eröffnungszug der ersten Eisenbahnstrecke der Niederlande zwischen Amsterdam und Haarlem. Die originale Lokomotive existiert nicht mehr, allerdings ist ein Nachbau aus dem Jahre 1938 erhalten.

## Geschichte
Die 1837 gegründete Hollandsche IJzeren Spoorweg-Maatschappij (HSM) bestellte im Juli 1838 bei der Fabrik R.B. Longridge & Co in Bedlington vier Lokomotiven des von Stephenson patentierten Typs Patentee mit der Achsfolge 1A1, die die Namen Snelheid, Arend, Hoop und Leeuw erhielten. Zu diesem Lokomotiventyp gehörte auch die Adler, die ab 1835 auf der ersten deutschen Eisenbahn fuhr. Der Arend und der Leeuw waren ähnlich, wichen jedoch in einigen Punkten von der Snelheid und der Hoop ab. Im Mai 1839 wurde die Snelheid als erste geliefert, worauf die ersten Testfahrten der Lokomotive folgten. Mit der Lieferung des Arend Anfang September 1839 konnte der Zugverkehr beginnen. Die Eröffnungsfahrten fanden am 20. und 21. September 1839 statt, am 24. September 1839 wurde mit dem regulären Verkehr begonnen. Der Leeuw wurde am 26. Dezember 1839 als vierte Lokomotive ausgeliefert.
Der Arend und der Leeuw taten Dienst auf der breitspurigen Strecke der HSM, die 1842 nach Leiden und 1843 nach Den Haag verlängert wurde und schließlich 1847 Rotterdam erreichte.
1848 hatte sich der Zustand der Hoop verschlechtert. Es wurde vorgeschlagen, diese Lokomotive als Ersatzteilspender für die Snelheid zu benutzen. Ein solcher Plan wurde zudem für den Arend und den Leeuw vorbereitet. Wegen der schlechten Erfahrungen mit der Lokomotive Leiden und der Stornierung der Bestellung zweier baugleicher Lokomotiven, hätte es dann keine Ersatzlokomotiven für die auszumusternden Lokomotiven gegeben. Daher wurde beschlossen, die ältesten vier Lokomotiven vollständig zu überholen. Nach der Aufarbeitung der Snelheid und der Hoop in den Jahren 1848 und 1849 wurden der Leeuw und der Arend jeweils in den Jahren 1850 und 1851 überholt.
Nachdem die Nederlandsche Rhijnspoorweg-Maatschappij (NRS) 1854–1855 ihre Strecken von Breitspur auf Normalspur umgebaut hatte, versuchte die HSM einige nicht mehr benötigte neuere NRS-Breitspurlokomotiven zu übernehmen, um die ältesten eigenen Lokomotiven zu ersetzen. Die NRS hatte diese bereits alle an den Kaufmann B.J. Nijkerk in Amsterdam verkauft. Mit diesem Händler vereinbarte die HSM den Tausch von zwölf Lokomotiven nebst einer zusätzlichen Zahlung von 2000 Gulden je Lokomotive. 1856 wurde der Leeuw getauscht gegen die neuere, ehemalige NRS-Lokomotive 16 Bromo. Die Bromo wurde sofort abgelehnt und an den Vertragspartner zurückgegeben. 1857 wurde der Arend getauscht gegen die NRS 12 Vesusius, die bis 1863 bei der HSM Dienst tat. Sämtliche Lokomotiven wurden danach verschrottet.

## Nachbau
1938 stellte der Centrale Werkplaats in Zwolle zu Ehren der Hundertjahrfeier der niederländischen Eisenbahnen einen Nachbau her. Von der Schwesterlok Leeuw waren die Originalzeichnungen vorhanden, nach welchen man einen Nachbau des als zweite Lokomotive an die HSM gelieferten Arend baute. Zusammen mit drei Wagen wurde die Lokomotive bei Aufnahmen für den Film 100 jaar spoorwegen in Nederland (deutsch 100 Jahre Eisenbahn in den Niederlanden) in der Station Hoofddorp verwendet.
Im Sommer 1939 wurden mit dem Arend Rundfahrten auf dem Messegelände, das für die Hundertjahrfeier der Eisenbahn auf dem Frederiksplein in Amsterdam eingerichtet worden war, durchgeführt. Eine Fahrt mit zwei Runden kostete zehn niederländische Cent. Von dieser Möglichkeit haben mindestens 100.000 Menschen Gebrauch gemacht. Der Zug legte über 3000 Kilometer auf dem Gelände zurück. Danach wurde die Lokomotive im Schuppen der Werkstatt in Zwolle abgestellt. Dort überlebte die Lokomotive die Zerstörung der Werkstatt Zwolle durch ein deutsches Sprengkommando.
1948 wurden die Lokomotive und die Wagen nach Delft gebracht für das 100-jährige Jubiläum des Delftsch Studenten Corps. Die Straße der Studentenvereinigung Phoenix lag am Bahnhof, wo die Strecke der Haager Straßenbahn lag. Hier wurde auf einer Länge von 950 Metern eine dritte Schiene montiert. Für 15 Cent konnten Leute eine Fahrt mitfahren, diese Möglichkeit wurde von 13.000 Personen genutzt.
Vom 21. August bis zum 1. September 1951 war der Zug in Enschede, wo im Volkspark die Ausstellung FF (fecerunt fortissimo) stattfand. Von den 210.000 Besuchern machten 20.000 eine Fahrt mit dem Zug. Danach wurde der Zug in Hoorn abgestellt, im späteren Schuppen der Museumstoomtram Hoorn–Medemblik. 1953 wurde der Zug in das neu eröffnete Eisenbahnmuseum aufgenommen.
Während der Veranstaltung Treinen door de tijd (deutsch Züge durch die Zeit) zum 150-jährigen Jubiläum der Eisenbahn in den Niederlanden 1989 machte der Arend Rundfahrten auf dem Ausstellungsgelände an der Utrechter Jaarbeurs. Danach ging der Zug in das Nederlands Spoorwegmuseum in Utrecht zurück, wo die Lok mit drei passenden Personenwagen – 3. Klasse no. 10 waggon, 2. Klasse no. 8 char à bancs und 1. Klasse no. 4 diligence ausgestellt ist. Seit 1989 sind diese im betriebsfähigen Zustand, um Dampffahrten auf dem Museumsgelände durchführen zu können.
Vom 22. August bis zum 26. Oktober 1997 war der Arend bei einem Besuch in der Schweiz wegen des 150-jährigen Jubiläums der Schweizer Eisenbahnen.
2008 wurde die Breitspur, wo der Arend fahren kann, verlängert.
Im September 2021 wurde die Lokomotive für eine Hauptuntersuchung und fällige Wartungsarbeiten auf einem Transportwagon in die Werkstatt der Museumstoomtram Hoorn gebracht. Die Wartungsarbeiten sollen im Frühjahr 2022 abgeschlossen sein.
| Fabriknummer | Name               | In Dienst | Außer Dienst | Besonderheiten                                             |
| ------------ | ------------------ | --------- | ------------ | ---------------------------------------------------------- |
| 119          | Arend              | 1839      | 1857         | getauscht gegen NRS 12 Vesuvius.                           |
| 125          | Leeuw              | 1839      | 1856         | getauscht gegen NRS 16 Bromo, direkt abgelehnt             |
| Fabriknummer | Name               | In Dienst | Außer Dienst | Besonderheiten                                             |
| 30           | De Arend (Nachbau) | 1939      |              | Aufgenommen in die Sammlung des Nederlands Spoorwegmuseum. |